# Finestra rodona
La finestra rodona o coclear és una estructura anatòmica que posa en comunicació l'orella mitjana amb l'orella interna. A l'espècie humana té un diàmetre mitjà de 2 mm i està recoberta per una membrana fina. Es troba per sota de la finestra oval a la part petrosa del temporal, al crani.

## Funció
L'orella mitjana transforma els impulsos sonors en vibracions mecàniques que es transmeten des del timpà a la cadena d'ossets formada pel martell l'enclusa i l'estrep. L'estrep pressiona sobre la finestra oval i provoca una ona de pressió a la perilimfa de l'orella interna. Aquesta ona de pressió es transmet a través de la còclea i provoca la protusió de la membrana que cobreix la finestra rodona que s'abomba en direcció a l'orella mitjana per compensar l'augment de pressió.